# Лагранж, Жозеф Луи
Не следует путать с современником-генералом Жозефом Лагранжем.
Жозе́ф Луи́ Лагра́нж (фр. Joseph Louis Lagrange, итал. Giuseppe Lodovico Lagrangia; 25 января 1736, Турин — 10 апреля 1813, Париж) — французский математик, астроном и механик итальянского происхождения. Наряду с Эйлером — крупнейший математик XVIII века. Особенно прославился исключительным мастерством в области обобщения и синтеза накопленного научного материала.
Автор классического трактата «Аналитическая механика», в котором установил фундаментальный «принцип возможных перемещений» и завершил математизацию механики. Внёс огромный вклад в математический анализ, теорию чисел, в теорию вероятностей и численные методы, создал вариационное исчисление.
Член Прусской академии наук (1766—1787; иностранный член в период 1756—1766 и с 1787 года), Парижской академии наук (с 1787 года, в период 1772—1787 — иностранный член), Петербургской академии наук (1776, иностранный почётный член), Лондонского королевского общества (1791).

## Жизненный путь и труды

### Турин
Лагранж родился 25 января 1736 года в Турине в богатой семье, корнями по отцовской линии уходившей во Францию; его прадед, служивший кавалерийским капитаном в войсках Людовика XIV, позже поступил на службу к Карлу Эммануилу II Савойскому и взял в жёны девушку из римского графского рода. Внук от этого брака, Джузеппе Франческо Лодовико Лагранджа, получил в Туринском университете степень доктора права, его жена Тереза Грос была единственной дочерью богатого врача из Камбьяно. Будущий математик был старшим сыном в их семье, где в общей сложности родились 11 детей.
Лагранджа-отец был казначеем Сардинского королевства, но потерял собственное состояние на спекуляциях. Рассчитывая, что старший сын по его примеру станет юристом, после обучения у частных преподавателей в 14-летнем возрасте записал его в Туринский университет, однако тот бросил занятия правом в 1752 году. Во время пребывания в университете он увлёкся математикой; разные источники называют в качестве вдохновившей его книги 1-й том Elementa matheseos Х. Вольфа, трактат Э. Галлея «О преимуществах аналитического метода» или работу Л. Эйлера по изопериметрике. Интерес к точным наукам усилило посещение лекций Дж. Б. Беккариа по физике.
Математический талант Лагранджи раскрылся ещё до достижения им 20 лет. По разным данным, в 16 или в 19 лет он уже преподавал математику в Королевской артиллерийской школе в Турине. В 18 лет отправил письмом к Дж. К. Фаньяно собственные изыскания в области производных и интегралов высших порядков. Хотя идеи Лагранджи, содержавшиеся в этом письме, были уже не новы (его опередили, в частности, Лейбниц и Бернулли, поднявшие вопрос сходства биномиальной теоремы и дифференциалов высшего порядка производной двух функций ещё в 1845 году), он по рекомендации Фаньяно издал его в Турине в 1754 году.
На следующий год итальянец успешно решил поставленную Эйлером задачу по нахождению общего метода решения задач, впоследствии относимых к сфере вариационного исчисления. Сам Эйлер решал такие задачи разными способами каждый раз, не сумев найти общего подхода, и в дальнейшем в своих трудах использовал идеи Лагранджи. Похвальный отзыв Эйлера побудил итальянца продолжать изыскания в том же направлении, и в 1856 году он применил разработанный метод к принципу наименьшего действия — одному из самых фундаментальных в механике. В октябре 1756 года Лагранджа был избран членом Королевской академии наук в Берлине; поручителями выступили П. Л. Моро де Мопертюи и сам Эйлер. Продолжить переписку с немецким математиком помешала начавшаяся Семилетняя война.
В 1757 году Лагранджа и ряд его друзей основали в Турине частное научное общество, получившее статус королевского в 1760 году, а в 1783 году ставшее Туринской академией наук. Начиная с 1759 года общество издавало журнал Miscellanea philosophico-mathematica Societatis privatae Taurinensis, где публиковались изыскания и отчёты о научной деятельности его членов. Уже в первом номере Miscellanea были напечатаны три работы Лагранджи, в том числе фундаментальное «Исследование о природе и распространении звука». Эта публикация внесла значительный вклад в шедшую в это время дискуссию о проблеме вибрации струн. Сентябрём того же года датируется первое из известных писем в переписке Лагранжа и Ж. Л. д’Аламбера, ставшей одним из важных эпистолярных памятников XVIII века. В следующем номере Miscellanea (1760—1761), помимо продолжения исследования проблемы вибрирующих струн, итальянский учёный опубликовал первую версию своего метода вариационного счисления; в будущем собрании его сочинений эта работа фигурирует как Essai d’une nouvelle méthode pour déterminer les maxima et les minima des formules intégrales indéfinies. К 1761 году за Лагранджей закрепилась репутация одного из величайших математиков своего времени.
Осенью 1863 года Лагранджа впервые покинул Турин, намереваясь посетить Париж и Лондон, но во Франции заболел и вынужден был прервать поездку. По возвращении на родину он сосредоточился на математических решениях астрономических задач. В 1864 году представил на конкурс Парижской Академии наук на лучший труд по проблеме движения Луны работу, посвящённую либрации земного спутника (см. Точки Лагранжа), завоевавшую первый приз. Спустя два года итальянец получил вторую премию на ещё одном конкурсе Парижской Академии, на этот раз с работой по теории движения спутников Юпитера. К этой теме он подошёл как к частному случаю гравитационной задачи N тел. Сложность астрономических вычислений заставила его заняться систематизацией и реорганизацией принципов механики, что позже позволило ему опубликовать труд «Аналитическая механика».

### Берлин
В 1766 году из-за конфликта с королём Фридрихом II Эйлер покинул Пруссию, перебравшись в Санкт-Петербург. Благодаря рекомендации д’Аламбера Лагранж, которого к этому моменту перестала удовлетворять работа в артиллерийской школе, получил приглашение присоединиться к штату Королевской академии наук в Берлине. В итоге он навсегда покинул Турин и прибыл в Берлин в ноябре того же года, заняв освобождённое Эйлером место во главе математического отделения Академии. В 1767 году в его дом на Унтер-ден-Линден переехала его родственница Виттория Конти, впоследствии ставшая его женой.
Берлинский период был самым плодотворным в жизни Лагранжа, за 20 лет опубликовавшего почти 80 трудов по математике, механике и астрономии в научной прессе Берлина, Парижа и Турина. Среди прочего, он строго доказал несколько утверждений Ферма и теорему Вильсона: для любого простого числа p выражение {\displaystyle (p-1)!+1} делится на p.
Начиная с 1769 года (работа «О решении неопределённых задач второго порядка», фр. Sur la solution des problèmes indéterminés du second degré) публиковал исследования по теории чисел, в которой сосредоточился на бинарных квадратичных формах. В 1770—1771 годах подготовил трактат «Размышления о решении числовых уравнений» (фр. Réflexions sur la résolution algébrique des équations), который лёг в основу всех позднейщих работ по алгебраическим уравнениям. Позднее Абель и Галуа черпали вдохновение в этой блестящей работе. Впервые в математике появляется конечная группа подстановок. Лагранж высказал предположение, что не все уравнения выше 4-й степени разрешимы в радикалах. Строгое доказательство этого факта и конкретные примеры таких уравнений дал Абель в 1824—1826 годах, а общие условия разрешимости нашёл Галуа в 1830—1832 гг.
С 1772 по 1775 год в издании Королевской академии в Берлине вышли ещё четыре фундаментальных работы по дифференциальному исчислению: Sur une nouvelle espèce de calcul relatif à la différentiation et à l’intégration des quantités variables, Sur l’intégration des équations à différences partielles du premier ordre (обе — 1772), Sur l’attraction des sphéroïdes elliptiques (1773) и Recherches sur les séries récurrentes dont les termes varient de plusieurs manières différentes ou sur l’intégration des équations linéaires aux différences finies et partielles et sur l’usage de ces équations dans la théorie des hasards (1775).
В 1772 ещё одной премии Парижской Академии была удостоена работа Лагранджи по астрономической задаче трёх тел. Итальянский математик продвинулся в её анализе настолько далеко, что его результаты удалось улучшить только век спустя — в 1873 году. В том же году он был избран иностранным членом Парижской академии наук. Ещё две премии Парижской Академии были получены им в 1774 году (за работу по вековым возмущениям Луны) и в 1780 году (за труд по возмущениям движения комет).
В области механики Лагранджа исследовал проблему вращательного движения твёрдого тела и в 1773 году установил геометрические свойства тетраэдра с применением аналитического метода, близкого к современным матричным вычислениям. В Берлине была подготовлена и «Аналитическая механика» (фр. Mécanique analytique). Этот труд, в основном завершённый уже к 1782 году, был, однако, опубликован лишь в 1788 году в Париже и стал вершиной научной деятельности Лагранжа. Гамильтон назвал этот шедевр «научной поэмой». В основе всей статики в монографии лежал принцип возможных перемещений, в основу динамики — его сочетание с принципом д’Аламбера, были введены обобщённые координаты и представлен принцип наименьшего действия. Вся работа носила строго аналитический характер, и предметом особой гордости автора было то, что в книге не было ни одной геометрической схемы.

### Париж
В 1783 году скончались жена Лагранджи и его близкий друг д’Аламбер, после чего учёный впал в продолжительную депрессию. Когда в 1886 году умер покровительствовавший ему Фридрих II, это положило конец привычной для Лагранджи независимости. Отвергнув предложения покровительства со стороны тосканского, неаполитанского и сардинского дворов, он, однако, принял аналогичное предложение со стороны французского короля Людовика XVI и в 1787 году переехал в Париж, где стал членом Парижской Академии наук. Специально для него было учреждено звание «пенсионера-ветерана», обеспечивавшее своему носителю высокое жалование, а в 1788 году Лагранж возглавил математическое отделение академии. Королевское внимание к учёному простиралось настолько далеко, что ему были предоставлены апартаменты в Лувре.
В Париже в сферу интересов Лагранжа вошла новая наука — химия, переживавшая в это время период быстрого развития. Он свёл близкое знакомство с А.-Л. Лавуазье и вместе с такими математиками, как Лаплас и Монж, способствовал внедрению в химических исследованиях точных методов. В это время им было также сделано важное наблюдение в области физиологии дыхания: указав на то, что обмен кислорода и углекислого газа представляет собой экзотермический процесс, он сделал вывод, что такой процесс не может происходить только в лёгких, которые бы в этом случае перегревались, а распределён по всему организму.
После начала французской революции, в мае 1790 года, новые власти включили Лагранжа в состав комиссии Академии наук, которой была поручена задача разработки новой единой и стройной системы физических величин. Конечным результатом работы комиссии стала метрическая система мер. Лагранж также участвовал в разработке республиканского календаря, был членом ряда комиссий по публичному образованию, а в 1792 году занимал административный пост в финансовой системе.
В мае 1792 года женился на Аделаиде Лемонье, дочери астронома Пьера-Шарля Лемонье и внучке лейб-медика Людовика XVI; детей в этом браке не было. В дни революционного террора, когда власти запретили деятельность всех научных обществ, включая Академию наук, из состава комиссии по разработке новой системы мер были выведены Лавуазье, Лаплас, Кулон, Борда, Бриссон и Деламбр, однако Лагранж не только сохранил членство в ней, но и был назначен её новым председателем. Благодаря заступничеству Лавуазье он избежал ареста и депортации, которым подлежали все уроженцы воюющих с Францией стран, включая Савойское герцогство, и вместо этого поступил в распоряжение военного ведомства, которое возложило на него решение задач из области баллистики. Его заступник Лавуазье, однако, был казнён в мае 1794 года.
Когда в 1794 году открылась Центральная школа общественных работ (впоследствии Политехническая школа, Лагранж и Монж стали её ведущими преподавателями математики. Лекции Лагранжа, изданные в двух томах (Théorie des fonctions analytiques, 1797; Leçons sur le calcul des fonctions, 1804), стали первыми в истории учебниками аналитических функций. Он также преподавал в Высшей нормальной школе, в 1795 году опубликовав материалы лекций в ней как Leçons élémentaires sur les mathématiques. В июне 1795 года, как специалист в области астрономии, также стал, наряду с Лапласом, членом Бюро долгот, а в декабре был избран президентом отделения физики и математики Национального института.
В эти годы Лагранж публикует свою знаменитую интерполяционную формулу для приближения функции многочленом. Издаёт книгу «Теория аналитических функций», без актуальных бесконечно малых. Эта работа позже вдохновляла Коши при разработке строгого обоснования анализа. Там же Лагранж дал формулу остаточного члена ряда Тейлора, указал метод множителей Лагранжа для решения задач на условный экстремум.
Слава Лагранжа во Франции была велика настолько, что после оккупации французскими войсками Турина в 1798 году была организована торжественная церемония с участием его престарелого отца и французского гражданского администратора М.-А. Эмара, публично засвидетельствовавшего своё почтение. Лагранж стал символом союза между новой Францией и Пьемонтом. После переворота 18 брюмера и установления консульского правления Наполеона Бонапарта он стал одним из первых членов только что учреждённого Сената; если как сотрудник Национального института Лагранж получал жалованье в размере 1500 франков в год, то в качестве сенатора ему выплачивали 25 тысяч. В 1802 году он стал одним из сенаторов, подписавших постановление о присоединении Пьемонта к Франции. В 1805 году сенатская комиссия под его руководством подготовила рекомендации по возвращению к григорианскому календарю.
После провозглашения империи в 1804 году Лагранж был произведён в великие офицеры ордена Почётного легиона. В 1808 году ему, как и всем членам Сената, был пожалован титул графа Империи, а в апреле 1813 года, незадолго до смерти, он стал кавалером Большого креста ордена Воссоединения. Умер Лагранж 10 апреля 1813 года, умер спокойно, как и жил, сказав друзьям: «Я сделал своё дело… Я никогда никого не ненавидел, и не делал никому зла». Похоронен в парижском Пантеоне.
Лагранж внёс существенный вклад во многие области математики, включая вариационное исчисление, теорию дифференциальных уравнений, решение задач на нахождение максимумов и минимумов, теорию чисел, алгебру и теорию вероятностей. Формула конечных приращений и несколько других теорем названы его именем. В двух своих важных трудах — «Теория аналитических функций» («Théorie des fonctions analytiques», 1797) и «О решении численных уравнений» («De la résolution des équations numériques», 1798) — подытожил всё, что было известно по этим вопросам в его время, а содержавшиеся в них новые идеи и методы были развиты в работах математиков XIX века.

## Награды
- Орден Почётного легиона:
  - великий офицер (14 июня 1804 (25 прериаля XII))
  - кавалер (2 октября 1803 (9 вандемьера XII))
- Орден Воссоединения, большой крест

## Оценки
Пьер-Симон Лаплас дал такую характеристику деятельности Лагранжа:
…среди тех, кто самым эффективным образом раздвинул пределы наших знаний, Ньютон и Лагранж в самой высокой степени владели счастливым искусством открывания новых данных, представляющих собой существо знаний…
Высоко оценивал Лагранжа, как учёного и как человека, Фурье:
Лагранж был столько же философ, сколько математик. Он доказал это своей жизнью, умеренностью желаний земных благ, глубокой преданностью общим интересам человечества, благородной простотой своих привычек, возвышенностью души и глубокой справедливостью в оценке трудов своих современников 
По сообщению И. П. Эккермана, который был секретарём И. В. Гёте, немецкий писатель выделял его человеческие качества: «— Он был добрый человек, — говорит он, — и уже потому был велик. Ибо добрый человек, одаренный талантом, всегда благотворно воздействует на остальное человечество, будь он художником, естествоиспытателем, поэтом или кем угодно».
Имя Лагранжа внесено в список 72 величайших учёных Франции, помещённый на первом этаже Эйфелевой башни.
В его честь названы:
- Кратер на Луне;
- астероид (1006) Лагранжея[англ.], открытый в 1923 году советским астрономом Белявским Сергеем Ивановичем.
- улицы в Париже и Турине;
- множество научных понятий и теорем в математике, механике и астрономии.

## Труды в русском переводе
- Жозеф Луи Лагранж, 1736—1936. Сб. статей к 200-летию со дня рождения. М. — Л.: Изд. АН СССР, 1937.
- Лагранж Ж. Л. Аналитическая механика. М. — Л.: ГИТТЛ, 1950.
  - Том I. Статика. Динамика., 594 с.
  - Том II. Динамика (продолжение)., 440 с.